# Vernichten (Roman)
Vernichten (franz. Originaltitel: Anéantir) ist ein Roman von Michel Houellebecq aus dem Jahr 2022, der im selben Jahr auch in deutscher Sprache im DuMont Buchverlag erschienen ist. Der Roman handelt von einem hochrangigen Ministerialbeamten um das Jahr 2027 kurz vor und nach den Präsidentschaftswahlen in Frankreich. In der Danksagung kündigt Houellebecq an, „aufzuhören“.

## Handlung
Am Anfang des Romans arbeitet der Protagonist Paul Raison im Wirtschaftsministerium, mit dessen Minister Bruno Juge er befreundet ist. Es tauchen einige kryptische Videos, aber auch explizite Videos auf, die eine realistisch animierte Enthauptung des Ministers oder einen realen Terrorangriff auf ein großes Frachtschiff zeigen.
Nach einem Schlaganfall seines Vaters unterbricht Paul seine Arbeit für mehrere Tage und wendet sich seiner Familie zu, mit der er zuvor kaum Kontakt hatte. Nachdem sein Vater in einem Pflegeheim untergebracht und dort der Personalschlüssel verschlechtert wurde, entführt Pauls Familie in Zusammenarbeit mit dem „Kommando zur Bekämpfung von Mord in Krankenhäusern“ seinen Vater, um ihm zuhause ein würdevolles Leben zu ermöglichen. Mit einem Zeitungsartikel über die Entführung rächt sich die Ehefrau seines jüngeren, verträumten Bruders Aurélien für die von ihm geplante Scheidung, worauf hin Aurélien Suizid begeht.
Wirtschaftsminister Juge möchte Präsidentschaftskandidat werden, wird aber im Gegensatz zu einem Parteimitglied, das aus dem Fernsehen bekannt ist, vom bisherigen Präsidenten nicht nominiert. Stattdessen soll er den Präsidentschaftskandidaten unterstützen, gewinnt während des Wahlkampfes dabei aber zunehmend an Ansehen gegenüber dem Kandidaten.
Nach dem zweiten Wahlgang, den der Kandidat gegen den des Rassemblement National gewinnt, erkrankt Paul an einem Mundhöhlenkarzinom und findet während seiner Chemotherapie Trost in der Lektüre von Sherlock-Holmes- und Agatha-Christie-Romanen. In der Pariser Salpêtrière liest er das Buch Der Fetzen (2018) von Philippe Lançon, der nach dem terroristischen Anschlag auf Charlie Hebdo 2015 dort behandelt wurde. Pauls Genesung ist unwahrscheinlich, weil er die erforderlichen, verstümmelnden Operationen ablehnt und die Remission nach Chemo- und Strahlentherapie ausbleibt. Nach lange erkalteter ehelicher Beziehung hatten er und seine Frau Prudence wieder zu Nähe und gemeinsamer Erotik gefunden.

## Figuren
- Paul Raison: Protagonist, Mitarbeiter des Wirtschaftsministeriums
- Prudence: Mitarbeiterin des Wirtschaftsministeriums, Ehefrau von Paul, Anhängerin der Wicca-Bewegung
- Bruno Juge: Wirtschaftsminister und potenzieller Präsidentschaftskandidat (angelehnt an den mit Houellebecq befreundeten Politiker und Schriftsteller Bruno Le Maire, ‚juge‘ bedeutet ‚Richter‘; ‚maire‘ ‚Bürgermeister‘), Paul ist sein Vertrauter
- Édouard Raison: Vater von Paul, ehemaliger hochrangiger Mitarbeiter des Inlandsgeheimdiensts Direction générale de la sécurité intérieure
- Suzanne Raison: bereits verstorbene Mutter von Paul, anerkannte Kunstrestauratorin
- Madeleine: neue Ehefrau von Édouard
- Cécile Raison: katholische Schwester von Paul, Hausfrau, die als Köchin arbeitet, nachdem ihr Mann Hervé seine Arbeit als Notar verloren hat
- Anne-Lise: Tochter von Cécile und Hervé, Studentin und Gelegenheitsprostituierte
- Aurélien Raison: Bruder von Paul, in Scheidung von Ehefrau Indy lebend, Restaurator
- Maryse: neue Freundin von Aurélien, aus Benin eingewanderte Krankenpflegerin
- zwei Ärzte, die von Paul als Schulze und Schultze bezeichnet werden

## Rezensionen
Nils Minkmar hält in der Süddeutschen Zeitung fest, dass der Roman durch seinen Optimismus in mehrerlei Hinsicht untypisch für Houellebecq sei. Politiker wie der Wirtschaftsminister Bruno würden positiv dargestellt, Sex sei nicht lieblos und die tröstende Kraft von Literatur werde betont.
Sigrid Brinkmann stellt im Deutschlandfunk Kultur fest, Vernichten sei „ein melancholischer Roman und sicherlich auch das Buch eines Melancholikers“. Michel Houellebecq positioniere sich mit dem Roman gegen aktive Sterbehilfe, Ableismus und Altersdiskriminierung und für zwischenmenschliches Mitgefühl. Trotzdem sei der Roman überladen, langweilig und teilweise zusammenhangslos.

## Ausgaben
- Michel Houellebecq: Anéantir. Flammarion, Paris 2022, ISBN 978-2-08-027153-2 (frz. Erstausgabe).
- Michel Houellebecq: Vernichten. DuMont, Köln 2022, ISBN 978-3-8321-8193-2 (dt. Erstausgabe)
  - Hörbuch gelesen von Christian Berkel, Der Audio Verlag, 2022